# アスマラ地震 (1913年)
アスマラ地震（アスマラじしん）は、1913年2月27日にアフリカ東部で起きた地震。1915年にも大地震が起きていることから、「1913年アスマラ地震」と呼ぶ場合もある。

## 概要
1913年2月27日にエリトリアのアスマラ郊外で発生した。地震についての詳しい記録は、高頻度の大きな余震の為に存在していない。この地震が感じられた地域はスーダンのカッサラ及びエチオピア北部の広い範囲に及んだ。このうち、アスマラ及びケレンでは甚大な損害があった。